# Anomala breviceps
Anomala breviceps är en skalbaggsart som beskrevs av Sharp 1881. Anomala breviceps ingår i släktet Anomala och familjen Rutelidae. Inga underarter finns listade i Catalogue of Life.